# L'Abbaye dans une forêt de chênes
L'Abbaye dans une forêt de chênes (en allemand : Abtei im Eichwald) est un tableau du peintre allemand Caspar David Friedrich, réalisé vers 1809-1810 et exposé à la Alte Nationalgalerie de Berlin à côté du Moine au bord de la mer. À la demande de Friedrich, L'Abbaye fut accrochée au-dessous du Moine au bord de la mer. Après l'exposition, les deux œuvres furent achetées par le roi Frédéric-Guillaume III pour sa collection personnelle.

## Description
Une procession de moines se dirige vers le portail d'une église en ruine de style gothique, certains portant un cercueil. Seules deux bougies éclairent leur parcours. On discerne sur le sol enneigé une tombe fraichement creusée à côté de quelques croix. La partie inférieure de la scène est dans l'obscurité, seul le haut des ruines et des chênes sans feuilles reçoit la lumière du soleil couchant ; un croissant de lune est visible.

## Sur l'œuvre
L'œuvre est peinte à une période où C.D. Friedrich connaît ses premiers succès et une reconnaissance par la critique pour un tableau controversé : le Retable de Tetschen. Comme il peignait en intérieur à partir d'esquisses effectuées à l'extérieur, le tableau a été composé avec ses études des ruines de l'Abbaye d'Eldena, présente dans d'autres de ses peintures.

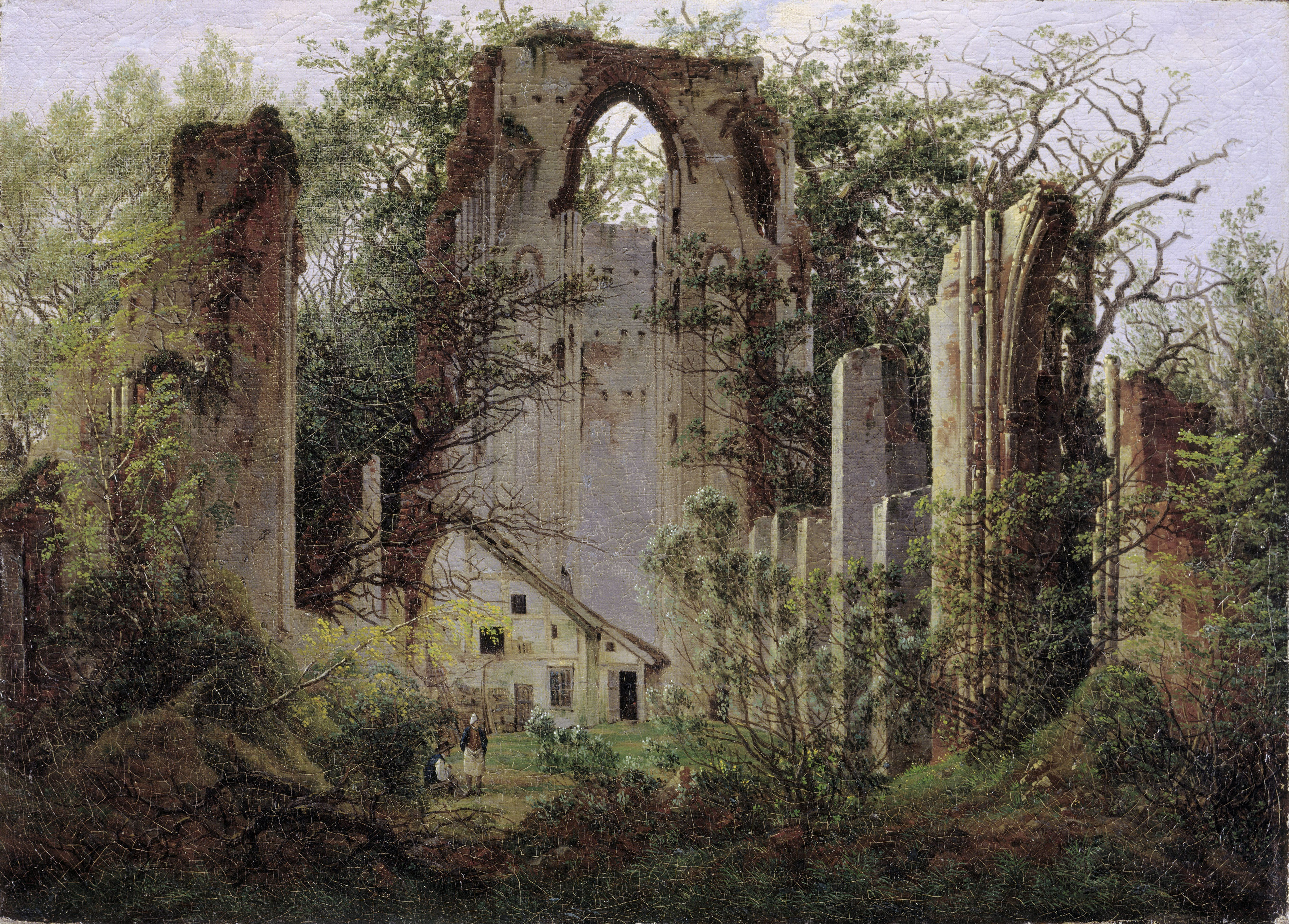
Ruines du monastère d'Eldena, par C.D. Friedrich,  1825, huile sur toile, Alte Nationalgalerie.
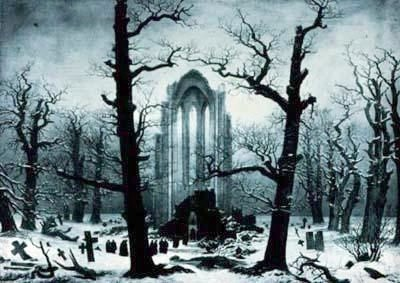
Cimetière d'un cloître sous la neige, par C.D. Friedrich,  1819, huile sur toile, œuvre disparue en 1945.

C.D. Friedrich peut avoir commencé le tableau dès juin 1809 après un séjour à Rügen. Le 24 septembre 1810, peu avant l'exposition, l'éditeur et libraire Carl Friedrich Ernst Frommann décrit le soleil couchant et le croissant de lune après avoir vu le tableau presque achevé.
Friedrich peint entre 1817 et 1819 un tableau aux motifs similaires : Cimetière d'un cloître sous la neige.